# Fauteuils d'orchestre
Fauteuils d'orchestre (Brasil: Um Lugar na Plateia / Portugal: O Lugar Ideal) é um filme francês de 2006 dirigido por Danièle Thompson. Valérie Lemercier ganhou o prêmio César de melhor atriz coadjuvante por sua atuação.  